# Olesicampe praeoccupator
Olesicampe praeoccupator là một loài tò vò trong họ Ichneumonidae.